# تنگه ارغوان
تنگه ارغوان در سه کیلومتری شمال شرقی شهر ایلام در مسیر تنگه قوچعلی قرار دارد و یکی از مناطق جنگلی و تفریحی این شهر محسوب می شود.
دلیل نام گذاری این منطقه وجود درختان پرشمار ارغوان است.
{{ایلام}}